# Delphi

Delphi's-like logo

Delphi je integrované grafické vývojové prostředí firmy Borland určené pro tvorbu aplikací na platformě MS Windows v jazyce Object Pascal (objektové nástavbě Pascal). Obsahuje systém RAD (Rapid Application Development), který umožňuje vizuální návrh grafického uživatelského rozhraní, na jehož základě je automaticky vytvářena kostra zdrojového kódu, což výrazně urychluje vývojový cyklus.
Programování v Delphi je z velké části založeno na použití komponent. Komponenta je malý program (balíček funkcí), který vykonává určitou činnost (například zobrazuje text nebo obrázky, přehrává multimédia, komunikuje s databází, zprostředkovává FTP přenos, atd…).
Velkou předností Delphi proti některým konkurenčním produktům jsou knihovny komponent, které jsou jejich součástí (např. VCL, CLX, Indy …). Dodávané komponenty významně usnadňují tvorbu aplikací. Další komponenty lze stáhnout z internetu (některé jsou zadarmo, některé se musí koupit). V Delphi lze vytvářet vlastní komponenty.
Delphi jsou dodávány v různých verzích s rozdílnými znaky a odlišnou cenou: Personal, Professional, Enterprise (dříve Client/Server) a Architect.

## Charakteristické znaky
Mezi charakteristické znaky vývojového prostředí Delphi patří:
- založeno na programovacím jazyce Pascal
- používá VCL (Visual Component Library) a CLX (Component Library for Cross Platform)
- možnost propojení s databázemi
- tvorba a použití komponent (resp. možnost importu existujících komponent např. z webu)
- dopředná deklarace metod a členských proměnných objektových tříd (blok interface)
- používání vlastních zpráv k vyvolávání událostí jednotlivých tříd
- objektový model je nezávislý na počtu implementací jednotlivých tříd
- možnost kompilace do x86 kódu nebo převedení do .NET kódu

### Výhody
- podpora systému RAD (Rapid Application Development)
- založení na vyšším programovacím jazyce
- podpora v rámci komunit na webu (např. newsgroups.borland.com a Borland's web access to Delphi newsgroups)
- možnost kompilace do jednoduchého spustitelného kódu s eliminací funkcí dynamických knihoven
- podpora VCL (Visual Component Library), importu komponent a nástrojů (dokumentace, ladění atd.)
- rychlá optimalizace kódu pro převedení do jazyka symbolických adres
- přenositelnost vytvořeného zdrojového kódu mezi platformami (např. do prostředí Kylix)
- kompatibilita zdrojových kódů vytvořených ve starších verzích vývojového prostředí s novými verzemi (v některých případech, např. u datových typů, je kompatibilita starších verzí s nejnovějšími omezena a jsou nutné úpravy zdrojového kódu, kompatibilita kódu je také výrazně omezena při použití komponent třetích stran)
- znaky objektově orientovaného programovacího jazyka s možností dědičnosti a polymorfismu v rámci objektových tříd

### Nevýhody
- výsledný kód není příliš optimalizovaný.
- žádná z verzí Delphi se nedočkala stálého vydání

## Historie
Turbo Pascal, později Borland Pascal, byl levným a velmi kvalitním kompilátorem a při svém prvním uvedení na trh přinesl revoluci v oblasti vývojových nástrojů. Během let prošel řadou úprav a používal se především k tvorbě programů, které slouží k zobrazování textů. V souvislosti s rozvojem grafického uživatelského rozhraní (GUI), které se uplatnilo současně se vznikem OS Microsoft Windows 3, bylo představeno vývojové prostředí Delphi, jež bylo založeno na programovacím jazyku používaném v Borland Pascalu. Delphi se stalo jedním z prvních vývojových prostředí, které systém RAD (Rapid Application Development) využívalo. Tento systém byl poprvé představen v roce 1995 s 16bitovým operačním systémem Windows 3.1. Delphi 2, podporující 32bitové prostředí Windows, bylo uvedeno na trh v následujícím roce.
- hlavním tvůrcem stojícím za vznikem Delphi byl Anders Hejlsberg, který vytvářel Turbo Pascal. V roce 1996 přešel ke společnosti Microsoft
- v roce 2001 byla uvedena na trh Linuxová verze Kylix. Za svou nízkou kvalitu se nedočkala pozitivního ohlasu a její vývoj byl zanedlouho přerušen
- oboustranná podpora pro platformy Windows a Linux byla uvedena na trh v roce 2002 v souvislosti s vydáním Delphi 6
- verze Delphi 8, představené v prosinci 2003, byla doplněna nástroji pro vývoj .NET aplikací
- následující verze, Delphi 2005 (Delphi 9), sjednocuje vývoj aplikací pro Win32 a .NET. V závěru roku 2005 byly představeny Delphi 2006, které sjednocují vývojové prostředí C# a Delphi.NET, resp. C++ a Delphi Win32
- dne 16.3.2007 byly vydány Delphi 2007, vytvořené firmou CodeGear, která byla dceřinou společností Borlandu
- Verze Delphi 2009 už byla vydána pod hlavičkou společnosti Embarcadero

### Původ jména
Označení Delphi je pojmenováním vývojového prostředí firmou Borland. Označení pochází ze jména starořeckého města. Projekt prostředí Delphi byl vyvinutý v rámci firmy Borland ve skupině produktů označovaných jako AppBuilder.

### Nejvýznamnější spoluautoři
Mezi nejvýznamnější autory vývojového prostředí patří již výše uvedený Anders Hejlsberg, tvůrce Turbo Pascalu, který se po odchodu ke společnosti Microsoft v roce 1996 věnoval např. vývoji frameworku Microsoft .NET.
Chuck Jazdzewski byl vedoucím týmu programátorů a architektů firmy Borland vyvíjejících prostředí Delphi. Po jeho odchodu ke společnosti Microsoft v roce 2004 převzal jeho práci Danny Thorpe, který se podílel na rozšíření možnosti propojení s databází Oracle.